# Liberdade (bairro de São Paulo)
Liberdade é um bairro situado na zona central do município de São Paulo, pertencente em parte ao distrito da Liberdade e, em parte, ao distrito da Sé, administrado pela Prefeitura Regional da Sé.
A Liberdade é conhecida como um "bairro japonês", embora a presença nipônica não tenha ocorrido em todo o bairro, mas em ruas específicas. Imigrantes japoneses começaram a se estabelecer na região em 1912, vindos do interior de São Paulo, pois muitos não se adaptaram ao trabalho nas fazendas de café e passaram a buscar por melhores oportunidades na capital. Ainda hoje o bairro é famoso por seus restaurantes e comércio tipicamente japoneses, bem como pelas luminárias orientais e letreiros em japonês.
Atualmente, a maioria dos japoneses e descendentes já não reside no bairro, mantendo apenas seus estabelecimentos comerciais na região. Com a saída dos japoneses, a região passou a receber muitos imigrantes chineses e coreanos.

## História

### Nome do bairro
No século XIX, o bairro era conhecido como Bairro da Pólvora, em referência à Casa da Pólvora, construída em 1754, no largo da Pólvora. Era uma região periférica da cidade, e ficava no caminho entre o Centro da cidade de São Paulo e o então município de Santo Amaro (1832-1935). No bairro, se localizava o Largo da Forca, assim nomeado em função da presença de uma forca, que era utilizada para a execução da pena de morte. A forca havia sido transferida da rua Tabatinguera, em 1604, a pedido dos religiosos do Convento do Carmo, e funcionou até 1870. A partir de então, o largo passou a se chamar Largo da Liberdade, e o nome se estendeu a todo o bairro.
Existem duas versões para a adoção do nome "Liberdade"ː uma diz que é uma referência a um levante de soldados que reivindicavam o aumento de seus salários à coroa portuguesa em 1821, e que teria resultado no enforcamento dos soldados Chaguinhas e Cotindiba. O público que acompanhava a execução, ao ver que as cordas que prendiam Chaguinhas arrebentaram várias vezes, teria começado a gritar "liberdade, liberdade". Outra versão diz que o nome Liberdade é uma referência à abolição da escravidão.

### Chegada dos imigrantes japoneses
No final do século XIX e início do século XX, a região começou a ser urbanizada e loteada. Inicialmente, o bairro foi ocupado por imigrantes europeus, especialmente portugueses e italianos construíram sobrados que, com o tempo, viraram pensões e repúblicas que seriam habitadas, nas primeiras décadas do século XX, por imigrantes japoneses. No entanto, a partir da década de 1910, a chegada de imigrantes japoneses transformou a Liberdade em um reduto da cultura nipônica. A Rua Conde de Sarzedas, por exemplo, foi um dos primeiros locais a receber essa comunidade, que trouxe consigo suas tradições, comércio e gastronomia.
Em 1908, desembarcou no Porto de Santos o primeiro grupo de japoneses, destinados a trabalhar como colonos nas fazendas de café do interior do estado de São Paulo. Nos anos seguintes, novas levas de japoneses continuaram a chegar. Alguns japoneses, porém, não se adaptaram ao trabalho nas fazendas de café, porque ganhavam mal, já outros porque não eram agricultores. Assim, grupos de japoneses foram saindo do interior do estado e se mudando para a cidade de São Paulo. Em 1912, os primeiros japoneses estabeleceram-se no bairro da Liberdade e foram seguidos por muitos outros. A preferência pela Liberdade ocorreu principalmente porque na região havia moradias a custo relativamente baixo, havendo também a possibilidade de sublocação das casas para terceiros, o que barateava os gastos. A região também era bem localizada, facilitando o acesso rápido à região central da cidade, onde os japoneses podiam procurar emprego, bem como ter acesso a meios de transporte para regiões mais afastadas do centro. Em 1915, moravam na região 300 japoneses e, no mesmo ano, foi fundada a primeira escola nipônica, chamada Taisho Shogakko (Escola Primária Taisho), para educar os filhos dos imigrantes.
Os japoneses não se estabeleceram em todo o bairro, mas concentraram-se nas porções central e norte, principalmente nas ruas Conde de Sarzedas, Galvão Bueno, Tabatinguera, Conde de Pinhal, Tomás de Lima (2 quarteirões), Conselheiro Furtado (2 quarteirões), Irmã Simpliciana, Estudantes, Glória, Carolina Augusta, Oliveira
Monteiro, João Carvalho e São Paulo.
Foi particularmente na rua Conde de Sarzedas que os japoneses mais se concentraram. No início do século XX, nos porões das casas começaram a surgir as primeiras barbearias e restaurantes de comida japonesa. Na mesma época, começaram a surgir atividades comerciais ligadas à cultura japonesa: uma casa que fabricava tofu (queijo de soja), outra que fabricava manju (doce japonês). Assim, a rua Conde de Sarzedas passou a ser conhecida como "rua dos japoneses". Em 1932, cerca de 2 mil japoneses moravam na cidade de São Paulo, dos quais cerca de 600 moravam na rua Conde de Sarzedas.

### Saída dos japoneses e chegada de outros imigrantes
Durante a II Guerra Mundial, a comunidade japonesa foi perseguida pela ditadura de Getúlio Vargas, sob o pretexto de proteção da "segurança nacional". Em 1942, Vargas rompeu relações diplomáticas com o Japão.
Na noite de 2 de fevereiro de 1942, agentes policiais do DEOPS (Departamento Estadual de Ordem Pública e Social) acordaram os japoneses residentes nas ruas Conde de Sarzedas e dos Estudantes e, sem qualquer ordem judicial, avisaram que teriam que abandonar a área em 12 horas. Sem ter para onde ir, a maioria ficou. Porém, os policiais retornaram na noite de 6 de setembro, quando se deu um prazo de dez dias para que os japoneses saíssem da Liberdade. Somente com o fim da guerra, em 1945, que os japoneses puderam retornar para a Liberdade, onde reabriram seus negócios ou simplesmente voltaram a residir.
Em 1953, foi inaugurado na rua Galvão Bueno um prédio de 5 andares, com salão, restaurante, hotel e uma grande sala de projeção no andar térreo, comportando 1.500 espectadores, chamada de Cine Niterói. Nesse cinema, eram exibidos semanalmente filmes produzidos no Japão, para entreter a comunidade nipônica. Assim, a rua Galvão Bueno passou a ser o centro do bairro da Liberdade, onde as características japoneses se tornaram mais evidentes.
Embora muitos japoneses tenham retornado para a Liberdade com o término da evacuação da II Guerra Mundial, a partir da década de 1950, muitos outros começaram a sair novamente, sobretudo devido à ascensão social da comunidade nipônica, que passou a procurar por melhores bairros para viver. Esse êxodo foi agravado nas décadas de 1960 e 1970, devido às obras que foram realizadas na região, fazendo com que ruas fossem alargadas, bem como a construção do metrô, levando à desativação de muitos pontos comerciais. Em decorrência, muitos japoneses deixaram de morar na região, mantendo apenas seus estabelecimentos comerciais. À medida que saíam os japoneses, a região começou a ser ocupada por imigrantes chineses e coreanos, principalmente após a década de 1970.
Embora muitos dos japoneses já nem morem no bairro, a Liberdade mantém a fama de ser um "bairro japonês". A região conta com lojas, restaurantes e bares orientais, além de ser utilizada como palco para manifestações culturais, como danças folclóricas japonesas e exibições de filmes nipônicos. O bairro é classificado pelo CRECI como "Zona de Valor D", assim como outros bairros da capital: Casa Verde, Carandiru e Brás.
Dia Oficial
O bairro da Liberdade é celebrado anualmente no segundo final de semana de dezembro, no Toyo Matsuri. A festa segue a tradição com atrações artísticas, entre elas a dança do dragão, shows de taiko e cosplay.

### História do povo negro
No bairro também está localizada a Capela dos Aflitos, construída em 1779. O local foi parte do Cemitério dos Aflitos, onde eram enterrados escravizados, indigentes e condenados à forca. A capela está deteriorada e uma autorização para sua restauração foi emitida, mas a obra ainda enfrenta desafios financeiros e legais.
Segundo os defensores dessa iniciativa, a restauração da Capela dos Aflitos e a construção de um Memorial visariam resgatar a memória da presença de negros na região. Em 2022, a construção do Memorial foi anunciada pelo Jornal Nacional.

## Atualidade
O bairro é um dos principais polos culturais de São Paulo. Suas ruas são decoradas com lanternas típicas japonesas, e o bairro abriga eventos tradicionais, como o Festival das Estrelas (Tanabata Matsuri) e o Ano Novo Chinês, que atraem milhares de visitantes todos os anos. A Feira da Liberdade, realizada aos finais de semana, é um dos pontos turísticos mais famosos, oferecendo artesanato, comidas típicas e apresentações culturais. Entre os marcos culturais do bairro estão o Museu Histórico da Imigração Japonesa no Brasil, localizado no prédio da Sociedade Brasileira de Cultura Japonesa, e o Templo Busshinji, um templo budista que oferece atividades e cerimônias abertas ao público. Além disso, o bairro é conhecido por sua rica gastronomia, com restaurantes que oferecem pratos típicos japoneses, chineses e coreanos.
A Liberdade está bem servida na área da saúde, com hospitais de referência como o Hospital Beneficência Portuguesa, o Hospital Alemão Oswaldo Cruz e o Hospital Santa Catarina, localizados nas proximidades. Além disso, o bairro conta com clínicas, laboratórios e farmácias que atendem às necessidades da população local.
Possui fácil acesso a importantes vias, como a Avenida Liberdade e a Rua Vergueiro. A presença da Estação Liberdade da Linha 1-Azul do Metrô facilita o deslocamento para outras regiões da cidade. O transporte público é complementado por diversas linhas de ônibus que atendem ao bairro e arredores. Localizado no distrito homônimo e na Sé, possui um dos melhores Índices de Desenvolvimento Humano (IDH) da cidade de São Paulo. O IDH elevado reflete a qualidade de vida dos moradores, com destaque para a infraestrutura urbana, educação e acesso à saúde.

### Pontos turísticos
- Feira da Liberdade
- Museu Histórico da Imigração Japonesa no Brasil
- Templo Busshinji Comunidade Soto Zen Shu
- Templo Lohan
- Jardim Japonês
- Rua Thomaz Gonzaga
- Templo Quannin do Brasil
- Escola de Samba Lavapés

## Galeria de fotos

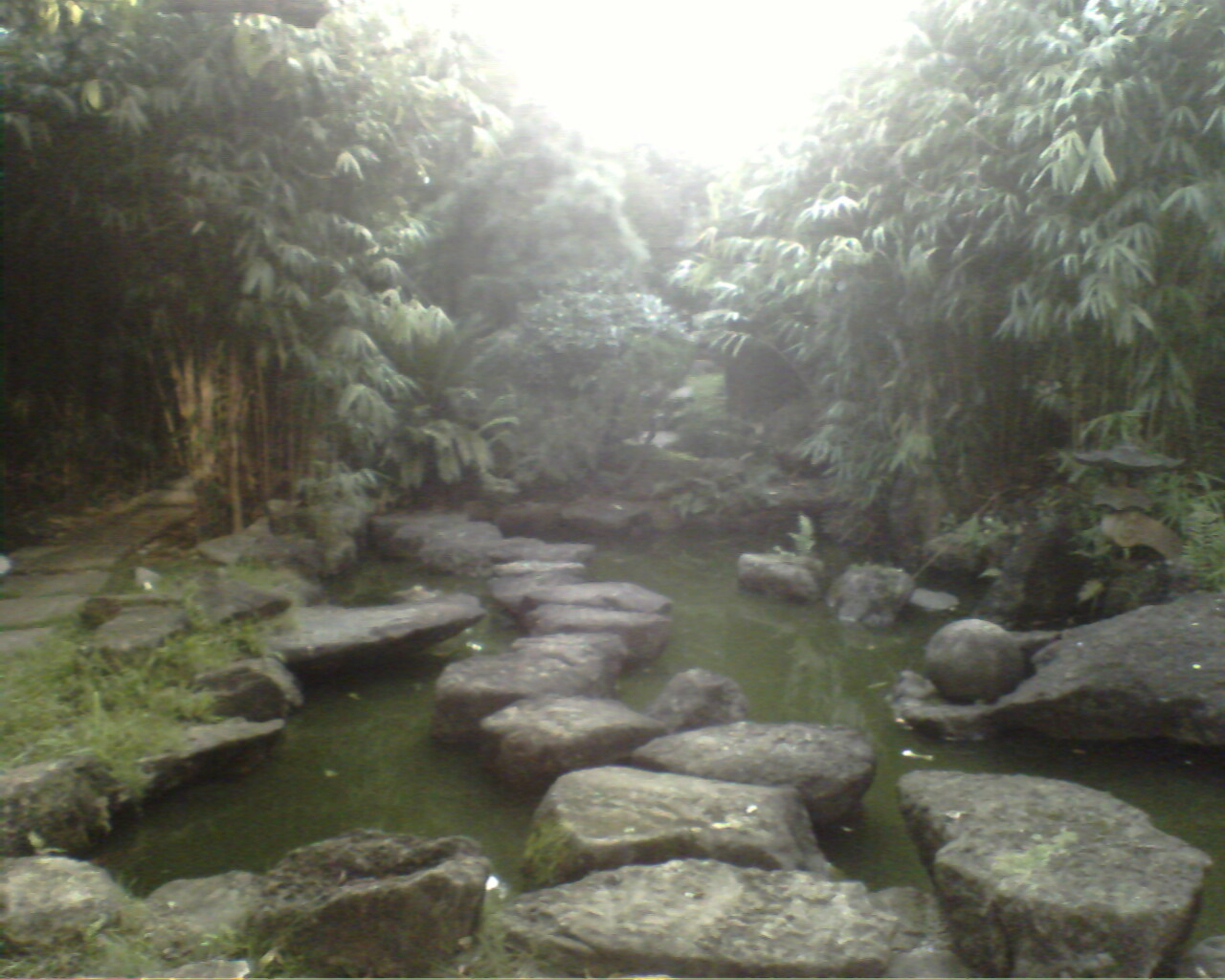
Jardim Oriental localizado na Rua Galvão Bueno, ao lado da Radial Leste
A Feira da Liberdade oferece pratos chineses e japoneses preparados de acordo com a tradição
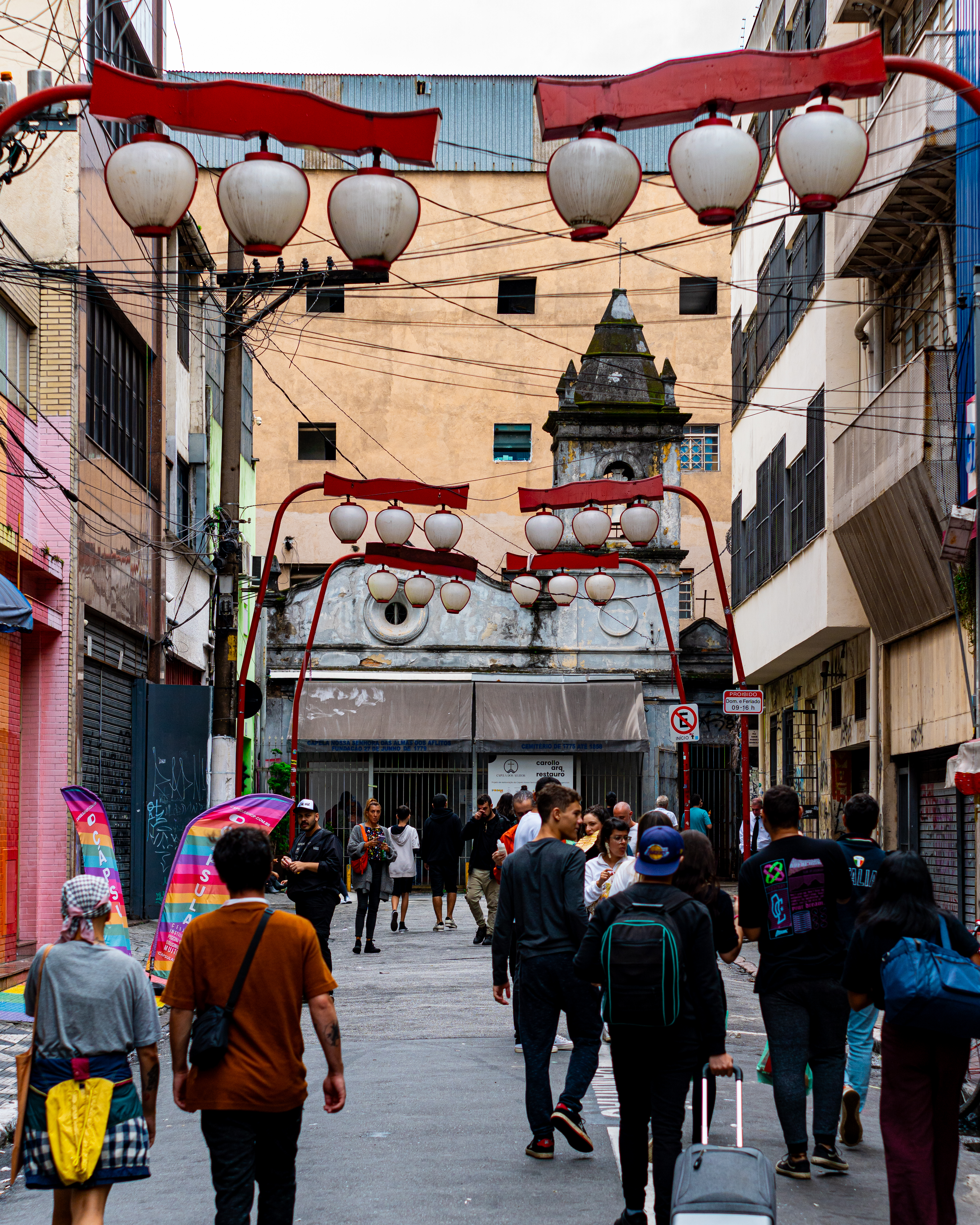
Rua dos Aflitos
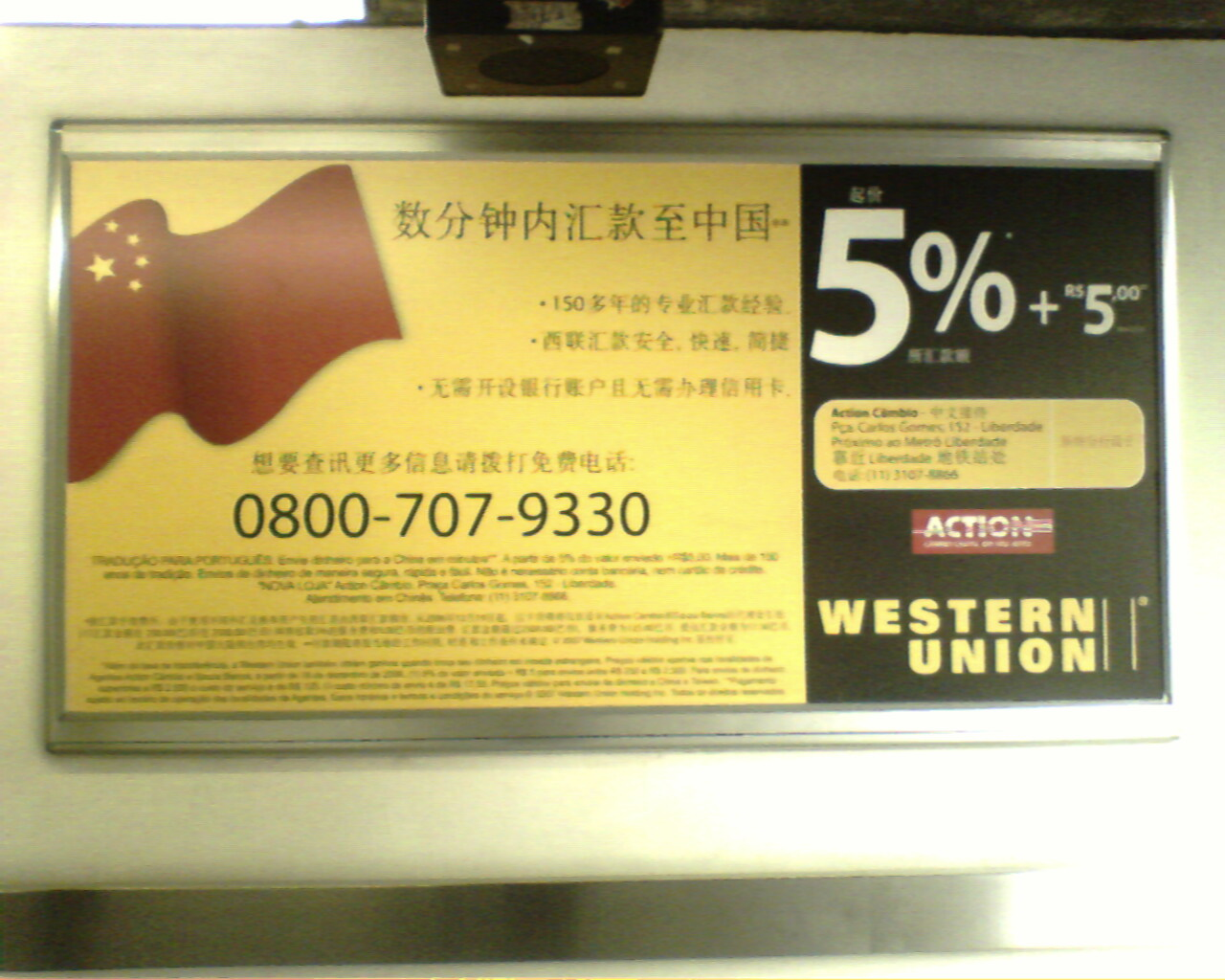
Cartaz em língua chinesa na estação de metrô Japão-Liberdade
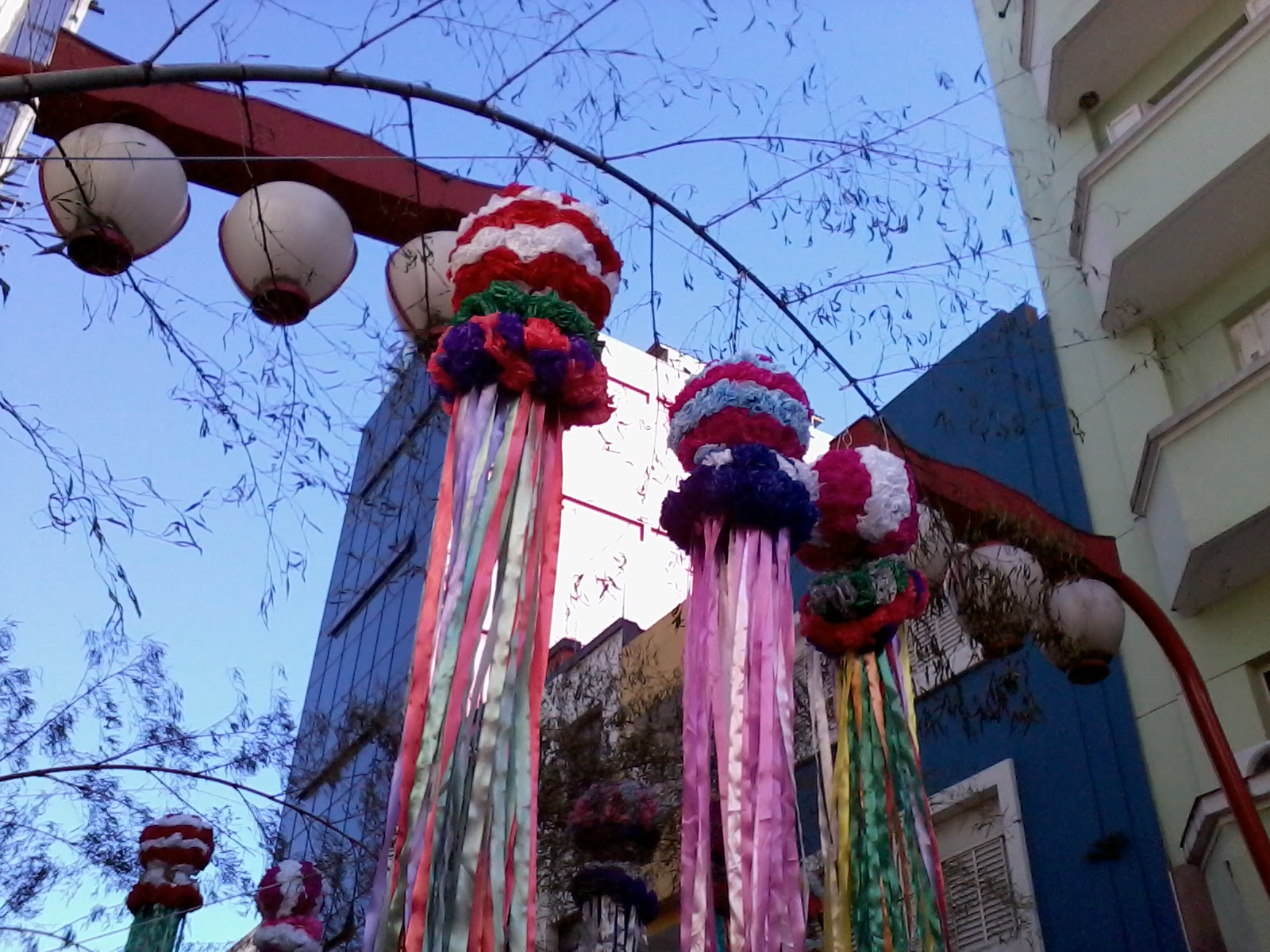
Decorações feitas especialmente para o Tanabata Matsuri realizado anualmente no bairro
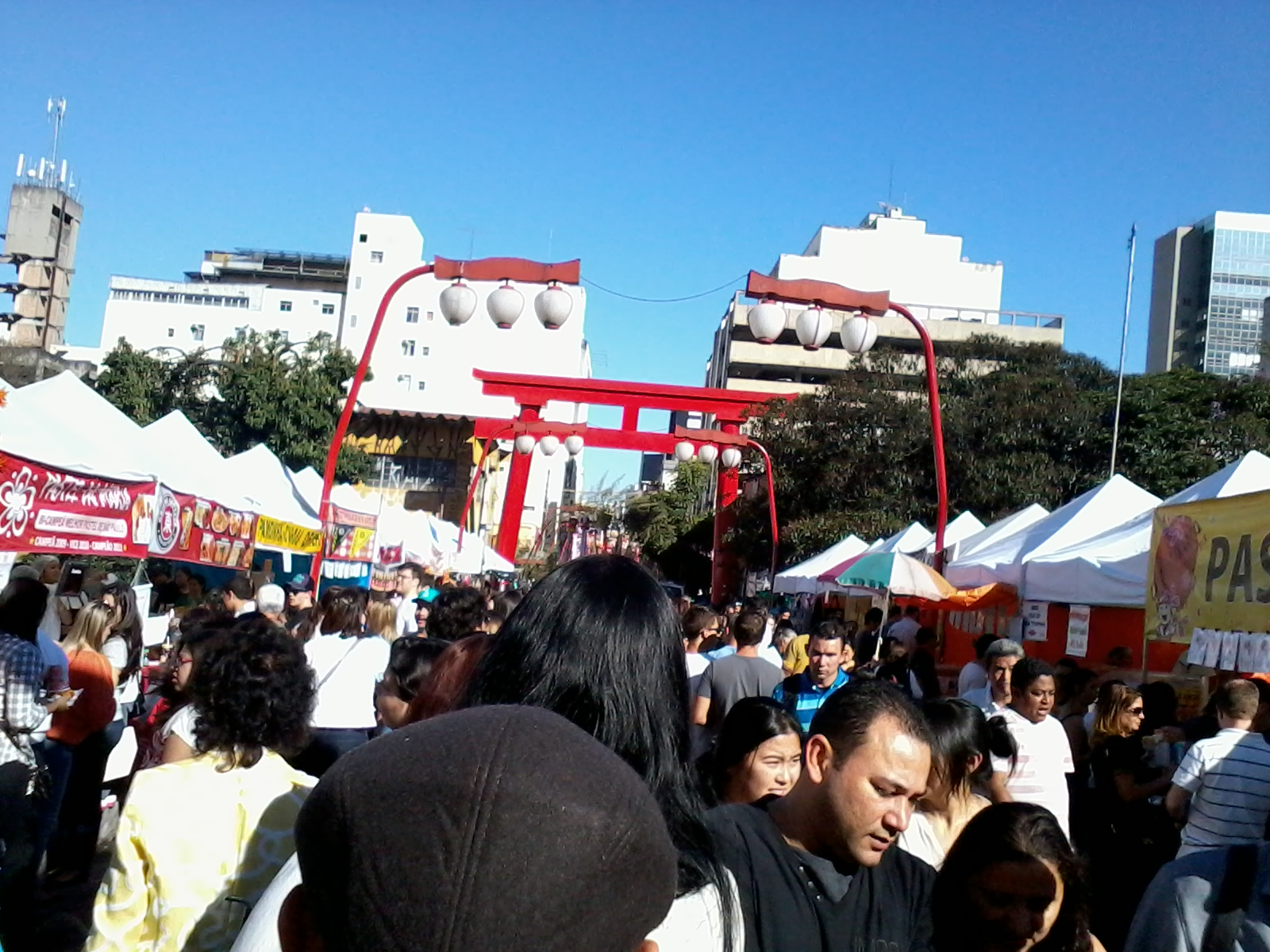
Movimento nas barracas de comida de rua durante festival
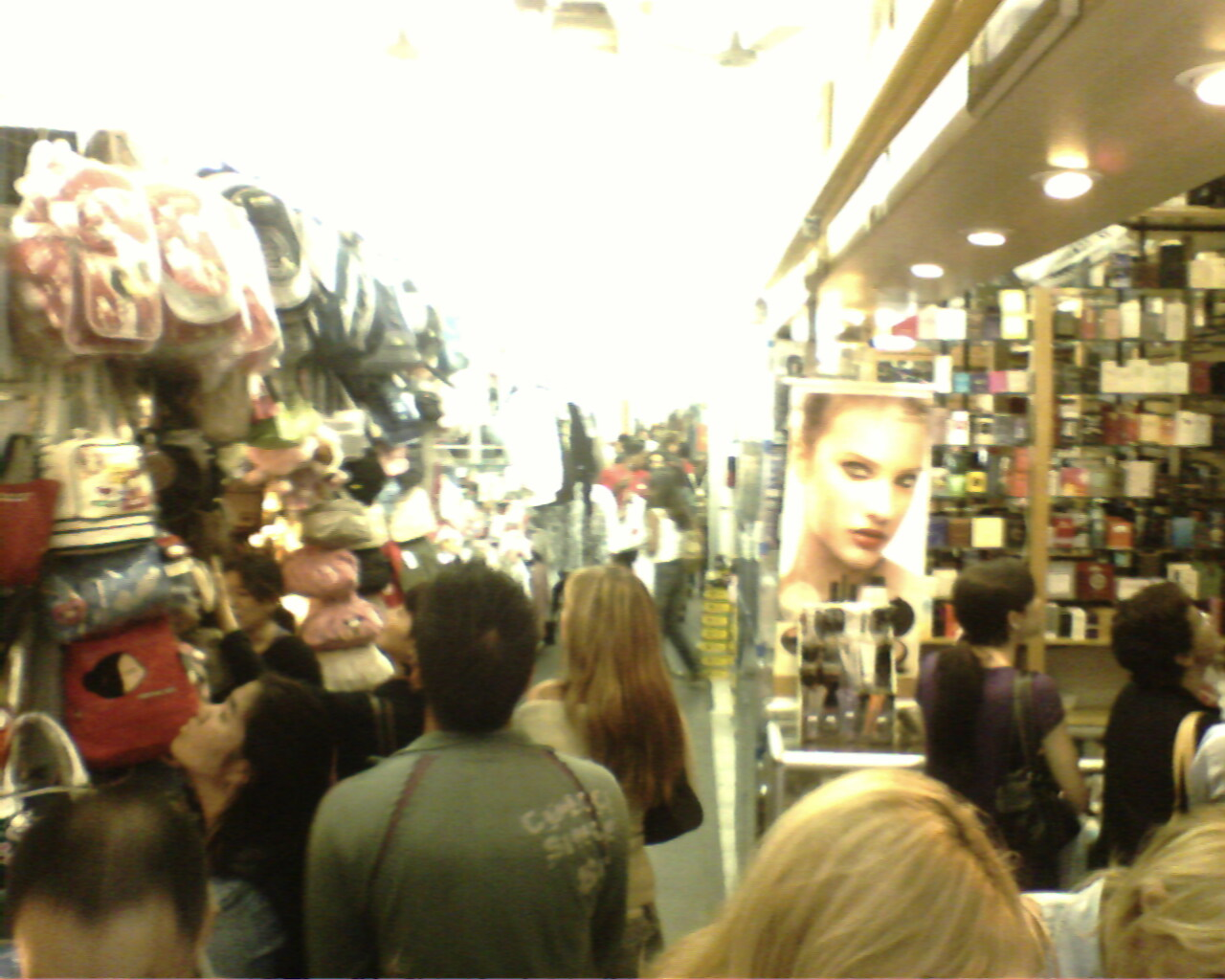
Mercado de produtos variados
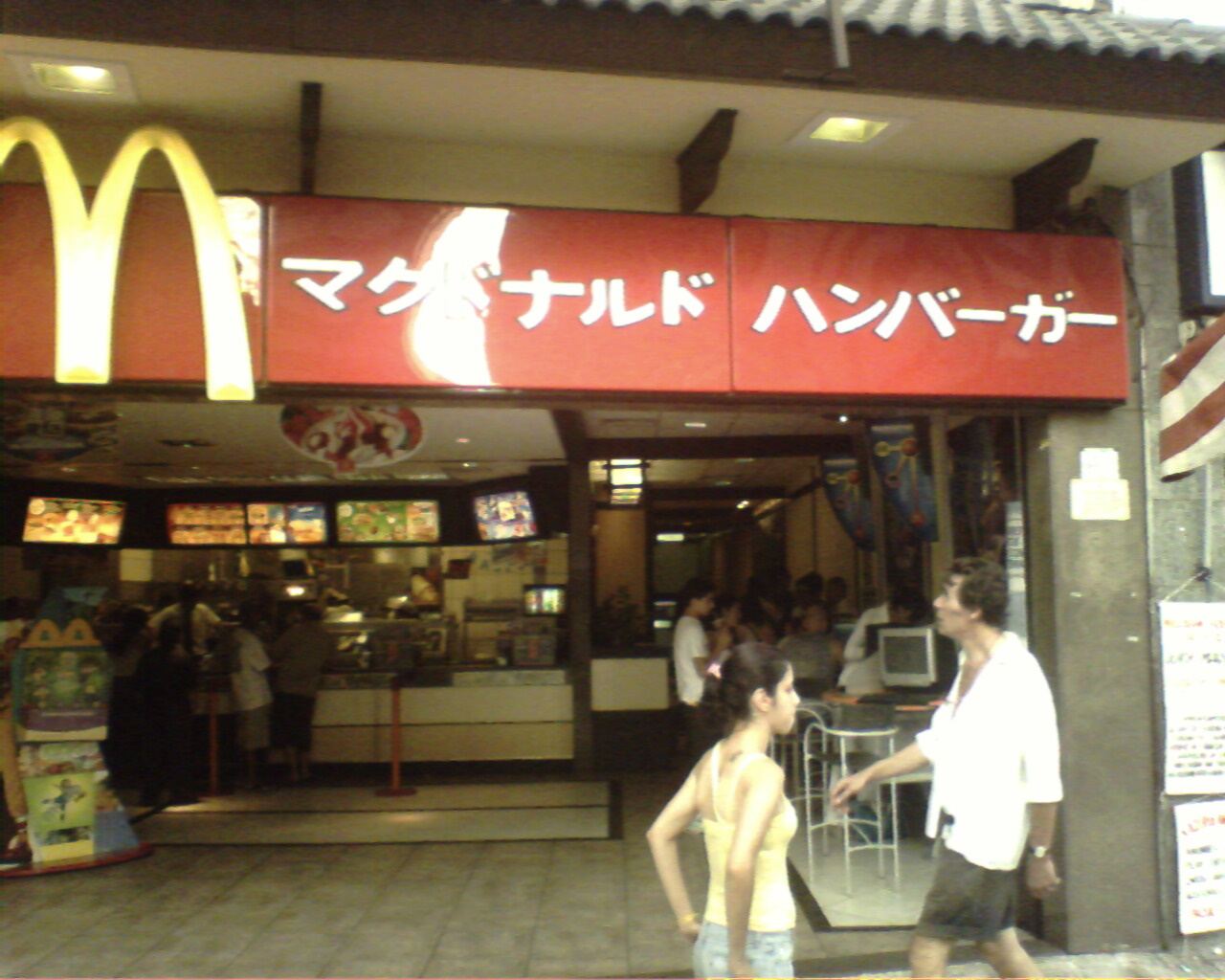
Antiga fachada do McDonald's escrito em katakana: マクドナルド ハンバーガー (Makudonarudo Hanbāgā, "Hambúrgueres McDonald's").
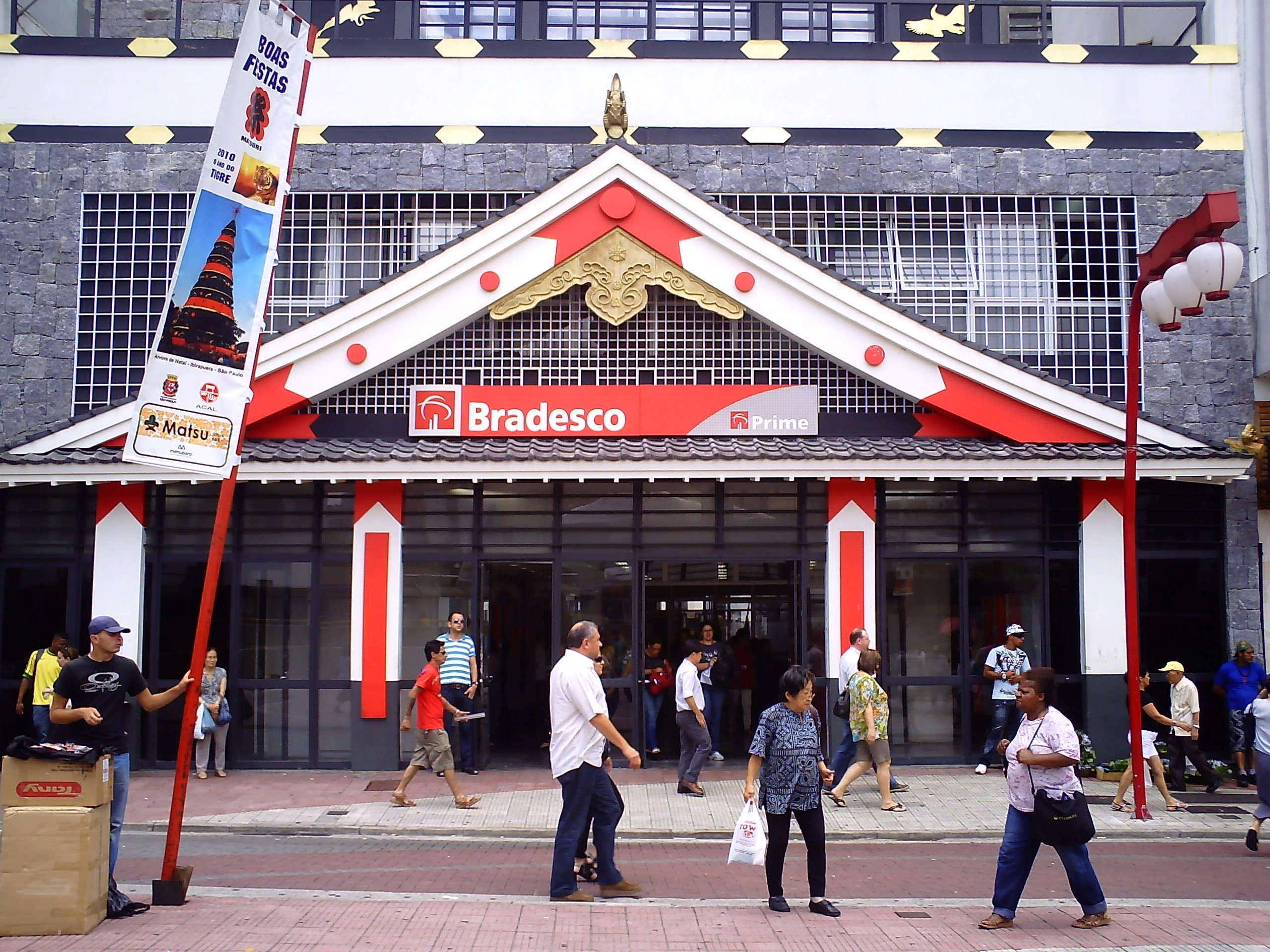
Fachada do banco Bradesco com motivos orientais.
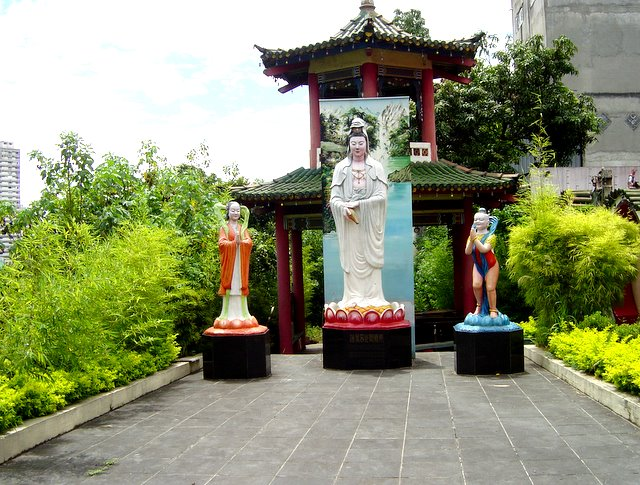
Estátuas orientais
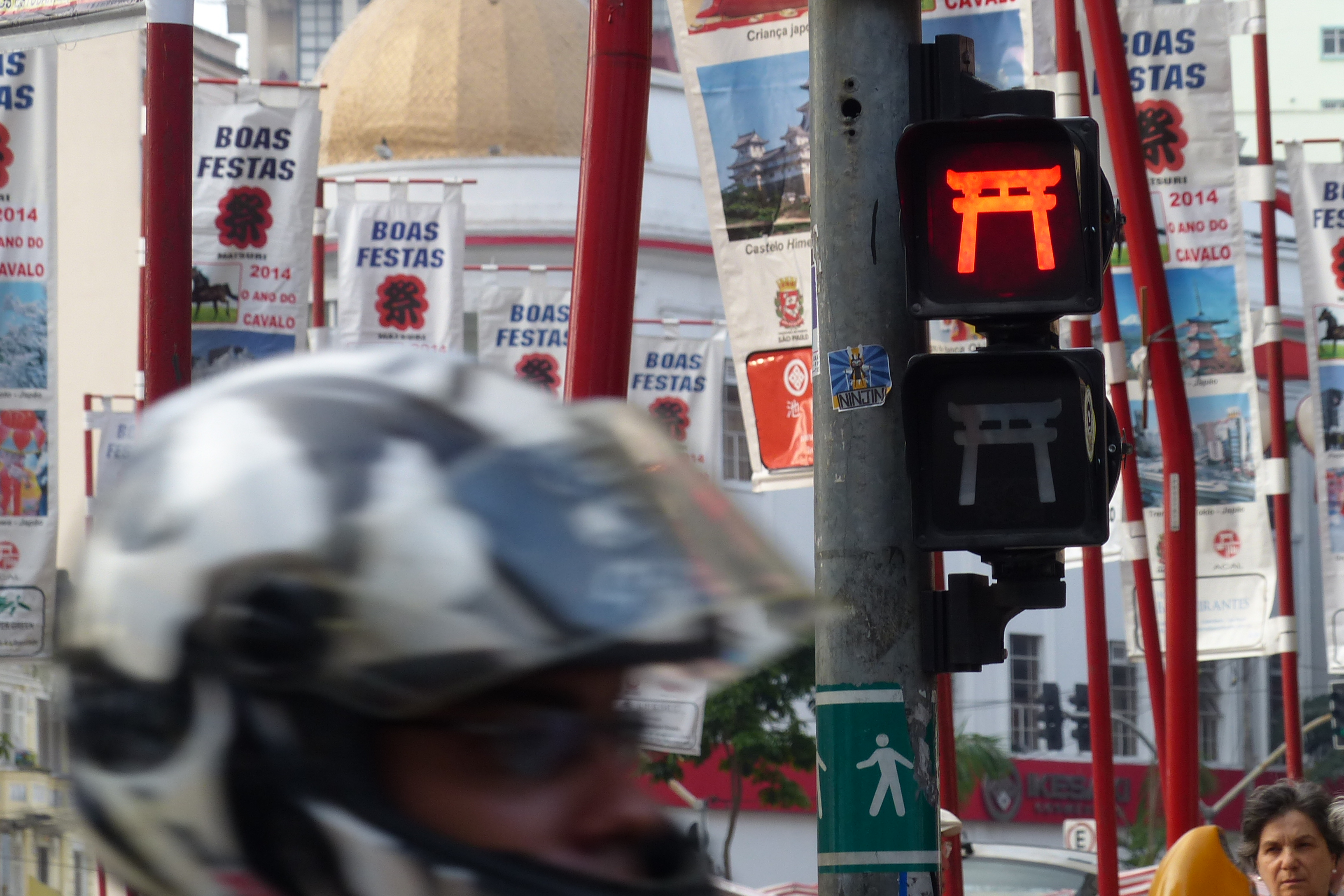
Nos semáforos de pedestres do bairro, os indicadores mostram toriis em homenagem a comunidade japonesa da região
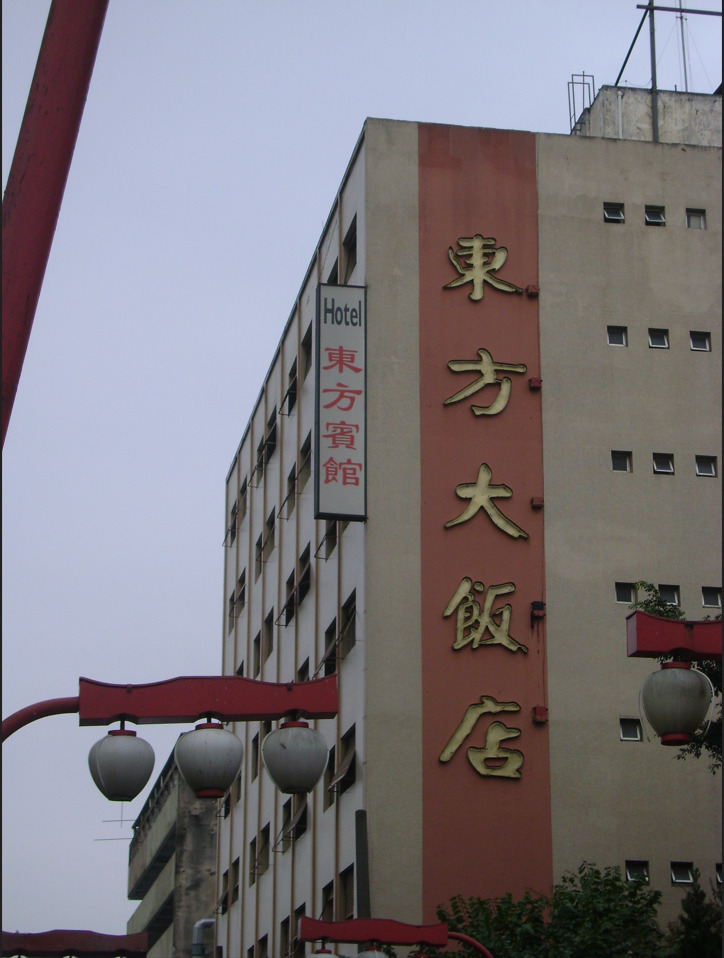
Hotel com cartaz em japonês no bairro.